# Deutschaltenburg

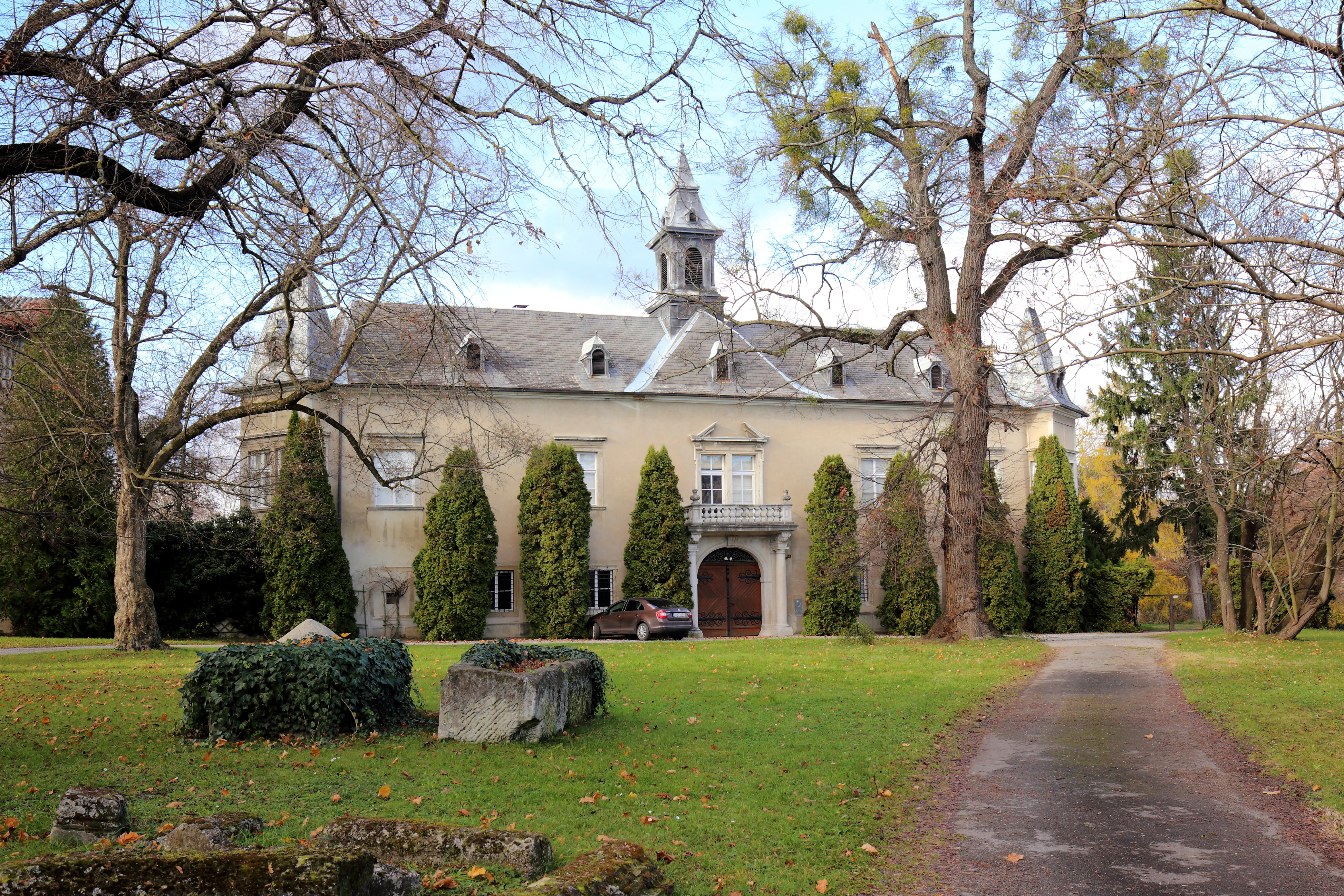
Schloss Deutsch-Altenburg, Sitz der Verwaltung (2015)

Die Herrschaft Deutschaltenburg war eine Grundherrschaft im Viertel unter dem Wienerwald im Erzherzogtum Österreich unter der Enns, dem heutigen Niederösterreich.

## Ausdehnung
Die Herrschaft, zu dem Prellenkirchen und dem Gut Wangheim zählte, umfasste zuletzt die Ortsobrigkeit über Deutschaltenburg, Prellenkirchen und Wangheim. Der Sitz der Verwaltung befand sich im Schloss Deutsch-Altenburg.

## Geschichte
Letzter Inhaber der Fideikommissherrschaft war Wilhelm Freiherr von Ludwigstorff, bevor die Herrschaft nach den Reformen 1848/1849 aufgelöst wurde.